# Монумент победы в Освободительной войне
Монумент победы в Освободительной войне (эст. Vabadussõja võidusammas) — памятник, который был открыт на площади Вабадузе (Свободы) в Таллине 23 июня 2009 года в 00:00 с наступлением государственного праздника Эстонии — Дня Победы в Освободительной войне 1918—1920 годов.
Памятник представляет собой бетонную колонну, покрытую стеклянными панелями со светодиодной подсветкой, на которой стоит Крест Свободы — первый эстонский орден, учреждённый в 1919 году для награждения отличившихся в Освободительной войне Эстонии 1918—1920 годов.

## История

### До 1940 года
Идея создания памятника войне за независимость, посвящённого всему эстонскому народу, родилась ещё до её окончания, в 1919 году. В 1936 году был принят закон об установке общегосударственного монумента в память об Освободительной войне. В декабре 1938 года Рийгикогу приняло «Закона об организации установки национального памятника Освободительной войне». Памятник Освободительной войне был объявлен совместным делом всего эстонского народа, а дата открытия памятника была назначена на 25-летие республики в 1943 году. Для реализации мероприятия был создан Генеральный комитет по возведению памятника Национальной войне за независимость, а в каждом уезде и крупном городе необходимо было создать соответствующий местный комитет. Задачей последнего было продвижение идеи памятника и проведение сборов средств.
Место для памятника Войне за независимость было найдено — его должны были построить посреди площади, одновременно с этим планировалось снести Яановскую церковь. Достаточно большой уклон площади посчитали мешающим фактором, поэтому планировалось перестроить кинотеатр «Глория Палас» и другие здания на площади.
Все подготовительные работы были прерваны в результате вхождения Эстонии в состав СССР и последовавшими за этим событиями.

### После 1991 года
После восстановления государственности Эстонской Республики в 1991 году заново встал вопрос о создании общенационального монумента в память об Освободительной войне. Весной 2005 года парламент Эстонии принял решение, что монумент в честь победы в войне за независимость будет воздвигнут на площади Свободы в Таллине. В 2006 году был организован конкурс на лучшую идею проекта; поступило более 40 работ, победившим был признан проект «Libertas». Авторы проекта — Райнер Штернфельд, Андри Лайдре, Кадри Кихо и Анто Сави.
В Освободительной войне 1918—1920 годов погибли 3588 эстонцев, воевавших на стороне Эстонской республики. 13 775 человек получили ранения. Изображённый на колонне Крест Свободы II класса I степени — высшая награда за личное мужество — не был вручён никому в истории.

## Строительство монумента

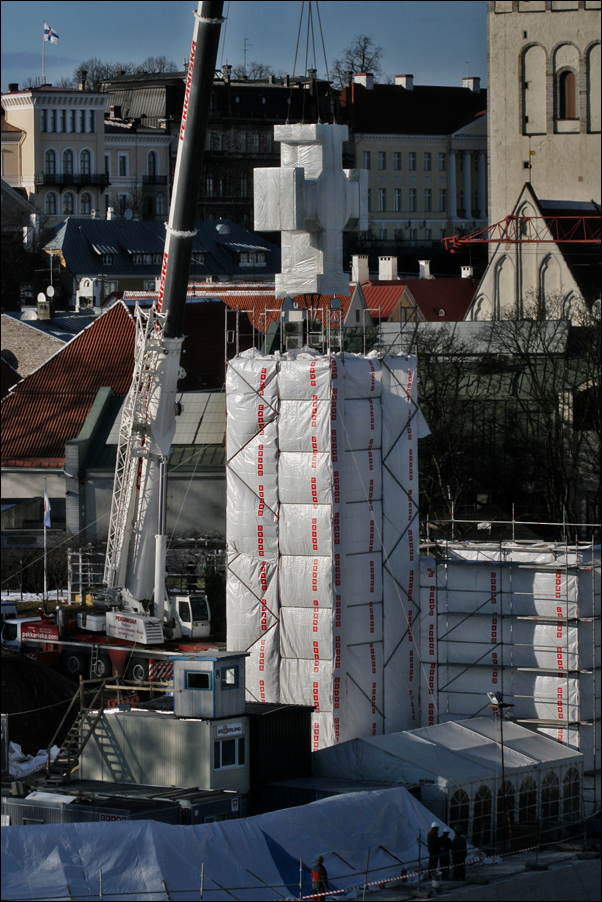
Строительство монумента

Основной элемент монумента — Крест Свободы — был спроектирован и построен чешским стекольным заводом «Sans Souci». Стоимость Креста по договору составила 63 млн крон (3,39 млн евро).  Министерство обороны также заказало госзакупку «Строительные работы для возведения памятника» на сумму 26 890 269 крон, которую выиграло предприятие Celander Ehitus OÜ. В итоге стоимость Креста (8,5 млн евро) в 2,5 раза превысила его первоначальную договорную стоимость.
В конце декабря 2009 года министерством обороны Эстонии было объявлено о разрыве договора с фирмой-строителем монумента. В качестве причин было названо затягивание ремонта установленного памятника и неудовлетворительное качество выполненных работ.
В 2013 году ежемесячные расходы на содержание монумента составляли 5064 евро.
За период с 2018 по 2021 год на техническое обслуживание и ремонт Креста свободы было потрачено около 720 000 евро. На 2022 год на эти работы было запланировано потратить 79 349 евро.

## Открытие монумента
После тщательного ознакомления со всеми обстоятельствами, представленными в анализе рисков при строительстве Монумента Победы, министр обороны Яак Аавиксоо обратился к правительству Эстонии с просьбой отложить запланированное на 28 ноября 2008 года открытие Монумента Победы до 2009 года.

## Ремонт монумента
После установки Креста Свободы очень скоро появились проблемы с его конструкцией и системой освещения, что подтвердили специалисты Таллинского технического университета. Стоимость проведённой ими экспертизы составила 200 600 крон (12 820 евро). Новый проект был разработан фирмой KH Energia-Konsult AS, и её работы были приняты в апреле 2011 года. Общая стоимость ремонта системы вентиляции и освещения Креста составила 10,24 миллиона крон (более 654 тысяч евро).
Помимо этих работ, на Кресте было заменено несколько сломанных пластиковых ламинированных панелей, а вокруг него — часть тротуарной плитки. Эти расходы частично покрывались страховкой.
Из-за дороговизны, подозрений в коррупции и постоянных поломок после открытия, монумент превратился в объект насмешек.

## Конфликты вокруг монумента

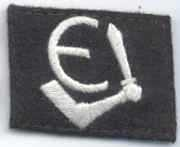
Петлица офицера 20-й дивизии СС, носимая без официального разрешения

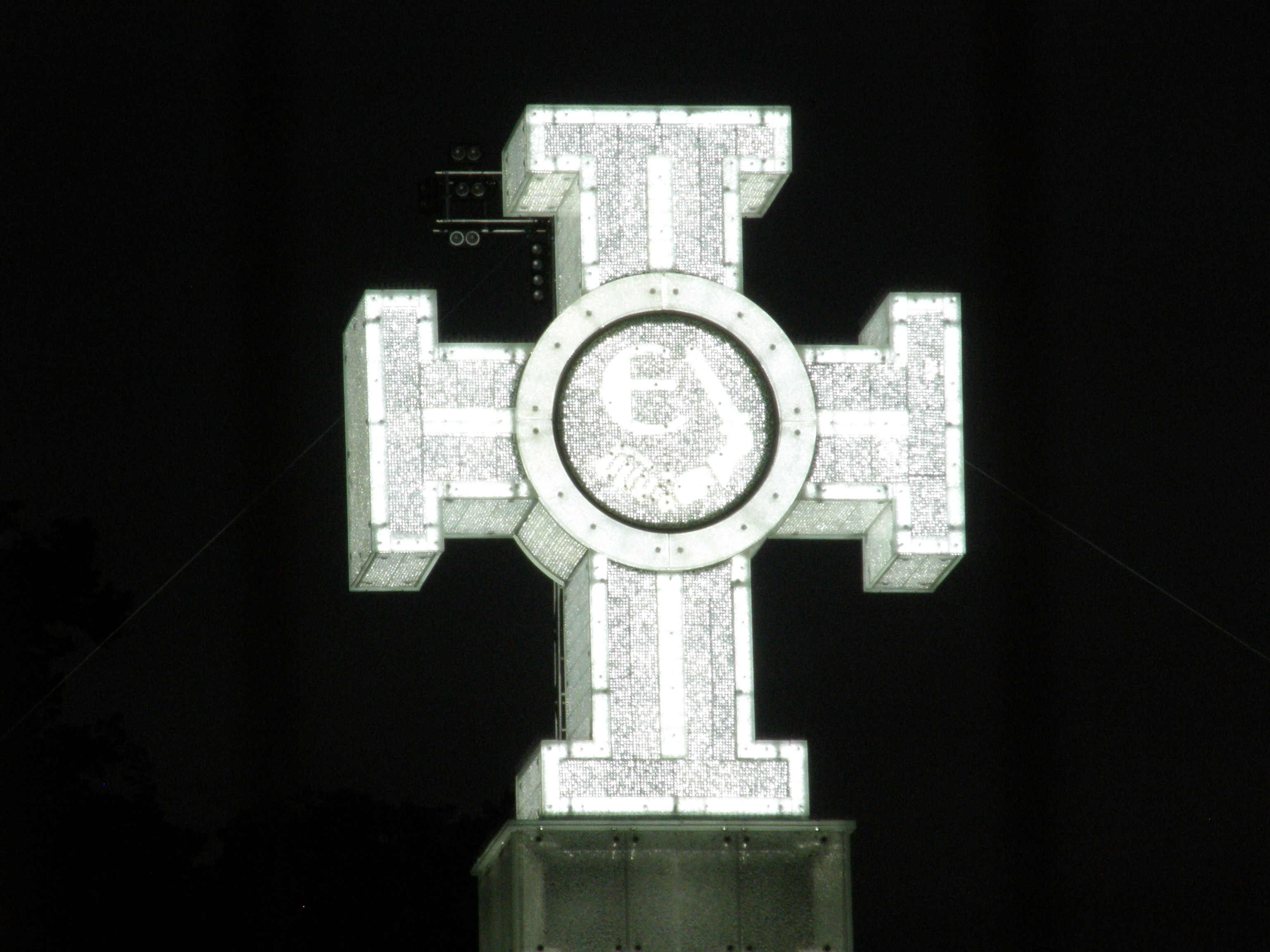
Крест Монумента Свободы ночью

Монумент состоит из изображения креста, в центре которого содержится символика, использовавшаяся задолго до начала Второй мировой войны — рука с мечом. Однако о том, что Крест Свободы имеет сходство с нацистским железным крестом, заявил, в частности, эстонский художник Рауль Курвитс (Raul Kurvits), предупредив при этом, что такое сходство может быть истолковано неоднозначно. Его опасения оправдались. Тот факт, что символика появилась до начала войны, а затем 20-я эстонская дивизия СС позаимствовала данный символ (с незначительными изменениями), многими не берётся в расчёт, и некоторые ошибочно считают крест «эсэсовским» символом.
При подготовке фундамента монумента было обнаружено ранее неизвестное захоронение двух бойцов Красной армии. Останки солдат были аккуратно уложены на спину, могила сориентирована изголовьем на Восток. «Антифашистский комитет Эстонии» выступил с заявлением остановить в связи с этим строительство, до выяснения личностей погибших.